# Гвоздовер, Самсон Давидович
Самсон Давидович Гвоздовер (23 января 1907, Мюнхен — 29 октября 1969, Москва) — советский физик, доктор физико-математических наук (1939), профессор физического факультета Московского государственного университета (с 1947).

## Биография
Родился в семье инженера, выпускника Мюнхенской Высшей технической школы Давида Лазаревича Гвоздовера и домохозяйки Сарры Мироновны Гвоздовер.
В 1927 году окончил физико-математический факультет Московского университета по специальности «радио-вакуумтехника» под руководством профессора Н. А. Капцова. После окончания аспирантуры в 1931 году был оставлен преподавателем на физическом факультете. Степень кандидата физико-математических наук Гвоздоверу была присвоена в 1935 году по совокупности научных работ без защиты диссертации; докторскую диссертацию защитил в 1939 году по теме «Движение электронов в разряде низкого давления».
В годы Великой Отечественной войны вместе с МГУ в эвакуации в Ашхабаде, был председателем Центрального месткома университета.
В 1943 году вернулся в Москву. В сентябре 1946 года создал и возглавил первое в стране Отделение радиофизики и электроники при физическом факультете МГУ, которое включало кафедры высоких частот, электронной оптики и осциллографии, электронных и ионных приборов, акустики, радиолокации, колебаний, распространения радиоволн и теоретических основ радиотехники. С 1947 года заведовал созданной им кафедрой физики сверхвысоких частот. В 1958 году по инициативе С. Д. Гвоздовера в МГУ была организована Проблемная лаборатория квантовой радиофизики, которую он возглавлял почти до конца жизни (1967). В лаборатории были запущены первые в стране рубиновый и гелий-неоновый лазеры.

## Научные интересы
Основные работы в области электроники (в студенческие годы, с проф. Н. А. Капцовым), электроники СВЧ, ядерному магнитному резонансу, параметрическим и нелинейным явлениям в волновых электронных и твердотельных системах. Среди его учеников такие известные физики, как А. С. Горшков, С. А. Ахманов, Ю. С. Константинов, В. М. Лопухин и др.

## Семья
- Дочь — российский физик, научный сотрудник кафедры физической электроники МГУ Роза Самсоновна Гвоздовер (1942—2008).
- Сёстры — известный советский археолог и антрополог Марианна Давидовна Гвоздовер (1917—2004) и Фрида Давидовна Гвоздовер (1921—2010), врач.
- Брат — Елиазар Давидович Гвоздовер (1914—1938) — химик-технолог, легкоатлет общества «Спартак», стайер, выступал вместе с братьями Серафимом и Георгием Знаменскими. Арестован в1938 году будучи аспирантом Московского химико-технологического института имени Д. И. Менделеева, расстрелян.

## Книги
- Теория электронных приборов сверхвысоких частот. / Учебное пособие для вузов. — М.: Государственное издательство технико-теоретической литературы, 1956. — 528 стр. — Тираж 25 000 экз.
- Theory of Microwave Valves. International Series of Monographs on Electronics and Instrumentation. Pergamon Press: Оксфорд, 1961.